# Испанский гамбит
Испа́нский гамби́т — шахматный дебют, разновидность принятого королевского гамбита. Начинается ходами: 
 1. e2-e4 e7-e5 
 2. f2-f4 e5:f4 
 3. d2-d4.

## История
Дебют назван в честь испанских шахматистов, которые, по данным Джулио Чезаре Полерио, регулярно применяли данное продолжение в XVI веке. Основной замысел гамбита выяснялся после ходов: 3. …Фd8-h4+ 4. g2-g3 f4:g3 5. Крe1-g2!? Фh4:e4+ 6. Кg1-f3 g3:h2 7. Лh1:h2 d7-d5 8. Кb1-c3 Фe4-f5 9. Сf1-d3. В итоге складывалась позиция в пользу белых.
Особенностью данной комбинации является «прыжок короля» с e1 на g2. В рассматриваемую эпоху рокировки ещё не было, однако правила позволяли королю совершить «прыжок» на две клетки. В дальнейшем в связи с изменением правил шахмат идея, заложенная в основу этого начала, потеряла актуальность, и дебют утратил былую популярность.

## Идеи дебюта
Современная теория рассматривает испанский гамбит как довольно идейное продолжение, позволяющее свести игру на схемы в духе гамбита Стейница: добровольно отказываясь от рокировки, белые стремятся опередить противника в развитии и, в ряде позиций, создать сильный центр. Это гамбитное продолжение венской партии, предложенное первым чемпионом мира по шахматам в XIX веке, не нашло эффективного опровержения до сих пор, однако разыграть его в классическом виде (1.e2-e4 e7-e5 2.Kb1-c3 Kb8-c6 3.f2-f4 e5:f4 4.d2-d4!?) не всегда возможно, так как чёрные чаще всего продолжают венскую партию путём 2. …Kg8-f6, переводя игру в иное русло.
В настоящее время испанский гамбит встречается редко. Из современных шахматистов данное начало периодически применяет иранский шахматист К. Ширази.

## Варианты
|   | a | b | c | d | e | f | g | h |   |
| - | --- | --- | --- | --- | --- | --- | --- | --- | - |
| 8 | a8 чёрная ладья · b8 чёрный конь · c8 чёрный слон · e8 чёрный король · f8 чёрный слон · g8 чёрный конь · h8 чёрная ладья · a7 чёрная пешка · b7 чёрная пешка · c7 чёрная пешка · d7 чёрная пешка · f7 чёрная пешка · g7 чёрная пешка · h7 чёрная пешка · d4 белая пешка · e4 белая пешка · f4 чёрная пешка · h4 чёрный ферзь · a2 белая пешка · b2 белая пешка · c2 белая пешка · e2 белый король · g2 белая пешка · h2 белая пешка · a1 белая ладья · b1 белый конь · c1 белый слон · d1 белый ферзь · f1 белый слон · g1 белый конь · h1 белая ладья | a8 чёрная ладья · b8 чёрный конь · c8 чёрный слон · e8 чёрный король · f8 чёрный слон · g8 чёрный конь · h8 чёрная ладья · a7 чёрная пешка · b7 чёрная пешка · c7 чёрная пешка · d7 чёрная пешка · f7 чёрная пешка · g7 чёрная пешка · h7 чёрная пешка · d4 белая пешка · e4 белая пешка · f4 чёрная пешка · h4 чёрный ферзь · a2 белая пешка · b2 белая пешка · c2 белая пешка · e2 белый король · g2 белая пешка · h2 белая пешка · a1 белая ладья · b1 белый конь · c1 белый слон · d1 белый ферзь · f1 белый слон · g1 белый конь · h1 белая ладья | a8 чёрная ладья · b8 чёрный конь · c8 чёрный слон · e8 чёрный король · f8 чёрный слон · g8 чёрный конь · h8 чёрная ладья · a7 чёрная пешка · b7 чёрная пешка · c7 чёрная пешка · d7 чёрная пешка · f7 чёрная пешка · g7 чёрная пешка · h7 чёрная пешка · d4 белая пешка · e4 белая пешка · f4 чёрная пешка · h4 чёрный ферзь · a2 белая пешка · b2 белая пешка · c2 белая пешка · e2 белый король · g2 белая пешка · h2 белая пешка · a1 белая ладья · b1 белый конь · c1 белый слон · d1 белый ферзь · f1 белый слон · g1 белый конь · h1 белая ладья | a8 чёрная ладья · b8 чёрный конь · c8 чёрный слон · e8 чёрный король · f8 чёрный слон · g8 чёрный конь · h8 чёрная ладья · a7 чёрная пешка · b7 чёрная пешка · c7 чёрная пешка · d7 чёрная пешка · f7 чёрная пешка · g7 чёрная пешка · h7 чёрная пешка · d4 белая пешка · e4 белая пешка · f4 чёрная пешка · h4 чёрный ферзь · a2 белая пешка · b2 белая пешка · c2 белая пешка · e2 белый король · g2 белая пешка · h2 белая пешка · a1 белая ладья · b1 белый конь · c1 белый слон · d1 белый ферзь · f1 белый слон · g1 белый конь · h1 белая ладья | a8 чёрная ладья · b8 чёрный конь · c8 чёрный слон · e8 чёрный король · f8 чёрный слон · g8 чёрный конь · h8 чёрная ладья · a7 чёрная пешка · b7 чёрная пешка · c7 чёрная пешка · d7 чёрная пешка · f7 чёрная пешка · g7 чёрная пешка · h7 чёрная пешка · d4 белая пешка · e4 белая пешка · f4 чёрная пешка · h4 чёрный ферзь · a2 белая пешка · b2 белая пешка · c2 белая пешка · e2 белый король · g2 белая пешка · h2 белая пешка · a1 белая ладья · b1 белый конь · c1 белый слон · d1 белый ферзь · f1 белый слон · g1 белый конь · h1 белая ладья | a8 чёрная ладья · b8 чёрный конь · c8 чёрный слон · e8 чёрный король · f8 чёрный слон · g8 чёрный конь · h8 чёрная ладья · a7 чёрная пешка · b7 чёрная пешка · c7 чёрная пешка · d7 чёрная пешка · f7 чёрная пешка · g7 чёрная пешка · h7 чёрная пешка · d4 белая пешка · e4 белая пешка · f4 чёрная пешка · h4 чёрный ферзь · a2 белая пешка · b2 белая пешка · c2 белая пешка · e2 белый король · g2 белая пешка · h2 белая пешка · a1 белая ладья · b1 белый конь · c1 белый слон · d1 белый ферзь · f1 белый слон · g1 белый конь · h1 белая ладья | a8 чёрная ладья · b8 чёрный конь · c8 чёрный слон · e8 чёрный король · f8 чёрный слон · g8 чёрный конь · h8 чёрная ладья · a7 чёрная пешка · b7 чёрная пешка · c7 чёрная пешка · d7 чёрная пешка · f7 чёрная пешка · g7 чёрная пешка · h7 чёрная пешка · d4 белая пешка · e4 белая пешка · f4 чёрная пешка · h4 чёрный ферзь · a2 белая пешка · b2 белая пешка · c2 белая пешка · e2 белый король · g2 белая пешка · h2 белая пешка · a1 белая ладья · b1 белый конь · c1 белый слон · d1 белый ферзь · f1 белый слон · g1 белый конь · h1 белая ладья | a8 чёрная ладья · b8 чёрный конь · c8 чёрный слон · e8 чёрный король · f8 чёрный слон · g8 чёрный конь · h8 чёрная ладья · a7 чёрная пешка · b7 чёрная пешка · c7 чёрная пешка · d7 чёрная пешка · f7 чёрная пешка · g7 чёрная пешка · h7 чёрная пешка · d4 белая пешка · e4 белая пешка · f4 чёрная пешка · h4 чёрный ферзь · a2 белая пешка · b2 белая пешка · c2 белая пешка · e2 белый король · g2 белая пешка · h2 белая пешка · a1 белая ладья · b1 белый конь · c1 белый слон · d1 белый ферзь · f1 белый слон · g1 белый конь · h1 белая ладья | 8 |
| 7 | a8 чёрная ладья · b8 чёрный конь · c8 чёрный слон · e8 чёрный король · f8 чёрный слон · g8 чёрный конь · h8 чёрная ладья · a7 чёрная пешка · b7 чёрная пешка · c7 чёрная пешка · d7 чёрная пешка · f7 чёрная пешка · g7 чёрная пешка · h7 чёрная пешка · d4 белая пешка · e4 белая пешка · f4 чёрная пешка · h4 чёрный ферзь · a2 белая пешка · b2 белая пешка · c2 белая пешка · e2 белый король · g2 белая пешка · h2 белая пешка · a1 белая ладья · b1 белый конь · c1 белый слон · d1 белый ферзь · f1 белый слон · g1 белый конь · h1 белая ладья | a8 чёрная ладья · b8 чёрный конь · c8 чёрный слон · e8 чёрный король · f8 чёрный слон · g8 чёрный конь · h8 чёрная ладья · a7 чёрная пешка · b7 чёрная пешка · c7 чёрная пешка · d7 чёрная пешка · f7 чёрная пешка · g7 чёрная пешка · h7 чёрная пешка · d4 белая пешка · e4 белая пешка · f4 чёрная пешка · h4 чёрный ферзь · a2 белая пешка · b2 белая пешка · c2 белая пешка · e2 белый король · g2 белая пешка · h2 белая пешка · a1 белая ладья · b1 белый конь · c1 белый слон · d1 белый ферзь · f1 белый слон · g1 белый конь · h1 белая ладья | a8 чёрная ладья · b8 чёрный конь · c8 чёрный слон · e8 чёрный король · f8 чёрный слон · g8 чёрный конь · h8 чёрная ладья · a7 чёрная пешка · b7 чёрная пешка · c7 чёрная пешка · d7 чёрная пешка · f7 чёрная пешка · g7 чёрная пешка · h7 чёрная пешка · d4 белая пешка · e4 белая пешка · f4 чёрная пешка · h4 чёрный ферзь · a2 белая пешка · b2 белая пешка · c2 белая пешка · e2 белый король · g2 белая пешка · h2 белая пешка · a1 белая ладья · b1 белый конь · c1 белый слон · d1 белый ферзь · f1 белый слон · g1 белый конь · h1 белая ладья | a8 чёрная ладья · b8 чёрный конь · c8 чёрный слон · e8 чёрный король · f8 чёрный слон · g8 чёрный конь · h8 чёрная ладья · a7 чёрная пешка · b7 чёрная пешка · c7 чёрная пешка · d7 чёрная пешка · f7 чёрная пешка · g7 чёрная пешка · h7 чёрная пешка · d4 белая пешка · e4 белая пешка · f4 чёрная пешка · h4 чёрный ферзь · a2 белая пешка · b2 белая пешка · c2 белая пешка · e2 белый король · g2 белая пешка · h2 белая пешка · a1 белая ладья · b1 белый конь · c1 белый слон · d1 белый ферзь · f1 белый слон · g1 белый конь · h1 белая ладья | a8 чёрная ладья · b8 чёрный конь · c8 чёрный слон · e8 чёрный король · f8 чёрный слон · g8 чёрный конь · h8 чёрная ладья · a7 чёрная пешка · b7 чёрная пешка · c7 чёрная пешка · d7 чёрная пешка · f7 чёрная пешка · g7 чёрная пешка · h7 чёрная пешка · d4 белая пешка · e4 белая пешка · f4 чёрная пешка · h4 чёрный ферзь · a2 белая пешка · b2 белая пешка · c2 белая пешка · e2 белый король · g2 белая пешка · h2 белая пешка · a1 белая ладья · b1 белый конь · c1 белый слон · d1 белый ферзь · f1 белый слон · g1 белый конь · h1 белая ладья | a8 чёрная ладья · b8 чёрный конь · c8 чёрный слон · e8 чёрный король · f8 чёрный слон · g8 чёрный конь · h8 чёрная ладья · a7 чёрная пешка · b7 чёрная пешка · c7 чёрная пешка · d7 чёрная пешка · f7 чёрная пешка · g7 чёрная пешка · h7 чёрная пешка · d4 белая пешка · e4 белая пешка · f4 чёрная пешка · h4 чёрный ферзь · a2 белая пешка · b2 белая пешка · c2 белая пешка · e2 белый король · g2 белая пешка · h2 белая пешка · a1 белая ладья · b1 белый конь · c1 белый слон · d1 белый ферзь · f1 белый слон · g1 белый конь · h1 белая ладья | a8 чёрная ладья · b8 чёрный конь · c8 чёрный слон · e8 чёрный король · f8 чёрный слон · g8 чёрный конь · h8 чёрная ладья · a7 чёрная пешка · b7 чёрная пешка · c7 чёрная пешка · d7 чёрная пешка · f7 чёрная пешка · g7 чёрная пешка · h7 чёрная пешка · d4 белая пешка · e4 белая пешка · f4 чёрная пешка · h4 чёрный ферзь · a2 белая пешка · b2 белая пешка · c2 белая пешка · e2 белый король · g2 белая пешка · h2 белая пешка · a1 белая ладья · b1 белый конь · c1 белый слон · d1 белый ферзь · f1 белый слон · g1 белый конь · h1 белая ладья | a8 чёрная ладья · b8 чёрный конь · c8 чёрный слон · e8 чёрный король · f8 чёрный слон · g8 чёрный конь · h8 чёрная ладья · a7 чёрная пешка · b7 чёрная пешка · c7 чёрная пешка · d7 чёрная пешка · f7 чёрная пешка · g7 чёрная пешка · h7 чёрная пешка · d4 белая пешка · e4 белая пешка · f4 чёрная пешка · h4 чёрный ферзь · a2 белая пешка · b2 белая пешка · c2 белая пешка · e2 белый король · g2 белая пешка · h2 белая пешка · a1 белая ладья · b1 белый конь · c1 белый слон · d1 белый ферзь · f1 белый слон · g1 белый конь · h1 белая ладья | 7 |
| 6 | a8 чёрная ладья · b8 чёрный конь · c8 чёрный слон · e8 чёрный король · f8 чёрный слон · g8 чёрный конь · h8 чёрная ладья · a7 чёрная пешка · b7 чёрная пешка · c7 чёрная пешка · d7 чёрная пешка · f7 чёрная пешка · g7 чёрная пешка · h7 чёрная пешка · d4 белая пешка · e4 белая пешка · f4 чёрная пешка · h4 чёрный ферзь · a2 белая пешка · b2 белая пешка · c2 белая пешка · e2 белый король · g2 белая пешка · h2 белая пешка · a1 белая ладья · b1 белый конь · c1 белый слон · d1 белый ферзь · f1 белый слон · g1 белый конь · h1 белая ладья | a8 чёрная ладья · b8 чёрный конь · c8 чёрный слон · e8 чёрный король · f8 чёрный слон · g8 чёрный конь · h8 чёрная ладья · a7 чёрная пешка · b7 чёрная пешка · c7 чёрная пешка · d7 чёрная пешка · f7 чёрная пешка · g7 чёрная пешка · h7 чёрная пешка · d4 белая пешка · e4 белая пешка · f4 чёрная пешка · h4 чёрный ферзь · a2 белая пешка · b2 белая пешка · c2 белая пешка · e2 белый король · g2 белая пешка · h2 белая пешка · a1 белая ладья · b1 белый конь · c1 белый слон · d1 белый ферзь · f1 белый слон · g1 белый конь · h1 белая ладья | a8 чёрная ладья · b8 чёрный конь · c8 чёрный слон · e8 чёрный король · f8 чёрный слон · g8 чёрный конь · h8 чёрная ладья · a7 чёрная пешка · b7 чёрная пешка · c7 чёрная пешка · d7 чёрная пешка · f7 чёрная пешка · g7 чёрная пешка · h7 чёрная пешка · d4 белая пешка · e4 белая пешка · f4 чёрная пешка · h4 чёрный ферзь · a2 белая пешка · b2 белая пешка · c2 белая пешка · e2 белый король · g2 белая пешка · h2 белая пешка · a1 белая ладья · b1 белый конь · c1 белый слон · d1 белый ферзь · f1 белый слон · g1 белый конь · h1 белая ладья | a8 чёрная ладья · b8 чёрный конь · c8 чёрный слон · e8 чёрный король · f8 чёрный слон · g8 чёрный конь · h8 чёрная ладья · a7 чёрная пешка · b7 чёрная пешка · c7 чёрная пешка · d7 чёрная пешка · f7 чёрная пешка · g7 чёрная пешка · h7 чёрная пешка · d4 белая пешка · e4 белая пешка · f4 чёрная пешка · h4 чёрный ферзь · a2 белая пешка · b2 белая пешка · c2 белая пешка · e2 белый король · g2 белая пешка · h2 белая пешка · a1 белая ладья · b1 белый конь · c1 белый слон · d1 белый ферзь · f1 белый слон · g1 белый конь · h1 белая ладья | a8 чёрная ладья · b8 чёрный конь · c8 чёрный слон · e8 чёрный король · f8 чёрный слон · g8 чёрный конь · h8 чёрная ладья · a7 чёрная пешка · b7 чёрная пешка · c7 чёрная пешка · d7 чёрная пешка · f7 чёрная пешка · g7 чёрная пешка · h7 чёрная пешка · d4 белая пешка · e4 белая пешка · f4 чёрная пешка · h4 чёрный ферзь · a2 белая пешка · b2 белая пешка · c2 белая пешка · e2 белый король · g2 белая пешка · h2 белая пешка · a1 белая ладья · b1 белый конь · c1 белый слон · d1 белый ферзь · f1 белый слон · g1 белый конь · h1 белая ладья | a8 чёрная ладья · b8 чёрный конь · c8 чёрный слон · e8 чёрный король · f8 чёрный слон · g8 чёрный конь · h8 чёрная ладья · a7 чёрная пешка · b7 чёрная пешка · c7 чёрная пешка · d7 чёрная пешка · f7 чёрная пешка · g7 чёрная пешка · h7 чёрная пешка · d4 белая пешка · e4 белая пешка · f4 чёрная пешка · h4 чёрный ферзь · a2 белая пешка · b2 белая пешка · c2 белая пешка · e2 белый король · g2 белая пешка · h2 белая пешка · a1 белая ладья · b1 белый конь · c1 белый слон · d1 белый ферзь · f1 белый слон · g1 белый конь · h1 белая ладья | a8 чёрная ладья · b8 чёрный конь · c8 чёрный слон · e8 чёрный король · f8 чёрный слон · g8 чёрный конь · h8 чёрная ладья · a7 чёрная пешка · b7 чёрная пешка · c7 чёрная пешка · d7 чёрная пешка · f7 чёрная пешка · g7 чёрная пешка · h7 чёрная пешка · d4 белая пешка · e4 белая пешка · f4 чёрная пешка · h4 чёрный ферзь · a2 белая пешка · b2 белая пешка · c2 белая пешка · e2 белый король · g2 белая пешка · h2 белая пешка · a1 белая ладья · b1 белый конь · c1 белый слон · d1 белый ферзь · f1 белый слон · g1 белый конь · h1 белая ладья | a8 чёрная ладья · b8 чёрный конь · c8 чёрный слон · e8 чёрный король · f8 чёрный слон · g8 чёрный конь · h8 чёрная ладья · a7 чёрная пешка · b7 чёрная пешка · c7 чёрная пешка · d7 чёрная пешка · f7 чёрная пешка · g7 чёрная пешка · h7 чёрная пешка · d4 белая пешка · e4 белая пешка · f4 чёрная пешка · h4 чёрный ферзь · a2 белая пешка · b2 белая пешка · c2 белая пешка · e2 белый король · g2 белая пешка · h2 белая пешка · a1 белая ладья · b1 белый конь · c1 белый слон · d1 белый ферзь · f1 белый слон · g1 белый конь · h1 белая ладья | 6 |
| 5 | a8 чёрная ладья · b8 чёрный конь · c8 чёрный слон · e8 чёрный король · f8 чёрный слон · g8 чёрный конь · h8 чёрная ладья · a7 чёрная пешка · b7 чёрная пешка · c7 чёрная пешка · d7 чёрная пешка · f7 чёрная пешка · g7 чёрная пешка · h7 чёрная пешка · d4 белая пешка · e4 белая пешка · f4 чёрная пешка · h4 чёрный ферзь · a2 белая пешка · b2 белая пешка · c2 белая пешка · e2 белый король · g2 белая пешка · h2 белая пешка · a1 белая ладья · b1 белый конь · c1 белый слон · d1 белый ферзь · f1 белый слон · g1 белый конь · h1 белая ладья | a8 чёрная ладья · b8 чёрный конь · c8 чёрный слон · e8 чёрный король · f8 чёрный слон · g8 чёрный конь · h8 чёрная ладья · a7 чёрная пешка · b7 чёрная пешка · c7 чёрная пешка · d7 чёрная пешка · f7 чёрная пешка · g7 чёрная пешка · h7 чёрная пешка · d4 белая пешка · e4 белая пешка · f4 чёрная пешка · h4 чёрный ферзь · a2 белая пешка · b2 белая пешка · c2 белая пешка · e2 белый король · g2 белая пешка · h2 белая пешка · a1 белая ладья · b1 белый конь · c1 белый слон · d1 белый ферзь · f1 белый слон · g1 белый конь · h1 белая ладья | a8 чёрная ладья · b8 чёрный конь · c8 чёрный слон · e8 чёрный король · f8 чёрный слон · g8 чёрный конь · h8 чёрная ладья · a7 чёрная пешка · b7 чёрная пешка · c7 чёрная пешка · d7 чёрная пешка · f7 чёрная пешка · g7 чёрная пешка · h7 чёрная пешка · d4 белая пешка · e4 белая пешка · f4 чёрная пешка · h4 чёрный ферзь · a2 белая пешка · b2 белая пешка · c2 белая пешка · e2 белый король · g2 белая пешка · h2 белая пешка · a1 белая ладья · b1 белый конь · c1 белый слон · d1 белый ферзь · f1 белый слон · g1 белый конь · h1 белая ладья | a8 чёрная ладья · b8 чёрный конь · c8 чёрный слон · e8 чёрный король · f8 чёрный слон · g8 чёрный конь · h8 чёрная ладья · a7 чёрная пешка · b7 чёрная пешка · c7 чёрная пешка · d7 чёрная пешка · f7 чёрная пешка · g7 чёрная пешка · h7 чёрная пешка · d4 белая пешка · e4 белая пешка · f4 чёрная пешка · h4 чёрный ферзь · a2 белая пешка · b2 белая пешка · c2 белая пешка · e2 белый король · g2 белая пешка · h2 белая пешка · a1 белая ладья · b1 белый конь · c1 белый слон · d1 белый ферзь · f1 белый слон · g1 белый конь · h1 белая ладья | a8 чёрная ладья · b8 чёрный конь · c8 чёрный слон · e8 чёрный король · f8 чёрный слон · g8 чёрный конь · h8 чёрная ладья · a7 чёрная пешка · b7 чёрная пешка · c7 чёрная пешка · d7 чёрная пешка · f7 чёрная пешка · g7 чёрная пешка · h7 чёрная пешка · d4 белая пешка · e4 белая пешка · f4 чёрная пешка · h4 чёрный ферзь · a2 белая пешка · b2 белая пешка · c2 белая пешка · e2 белый король · g2 белая пешка · h2 белая пешка · a1 белая ладья · b1 белый конь · c1 белый слон · d1 белый ферзь · f1 белый слон · g1 белый конь · h1 белая ладья | a8 чёрная ладья · b8 чёрный конь · c8 чёрный слон · e8 чёрный король · f8 чёрный слон · g8 чёрный конь · h8 чёрная ладья · a7 чёрная пешка · b7 чёрная пешка · c7 чёрная пешка · d7 чёрная пешка · f7 чёрная пешка · g7 чёрная пешка · h7 чёрная пешка · d4 белая пешка · e4 белая пешка · f4 чёрная пешка · h4 чёрный ферзь · a2 белая пешка · b2 белая пешка · c2 белая пешка · e2 белый король · g2 белая пешка · h2 белая пешка · a1 белая ладья · b1 белый конь · c1 белый слон · d1 белый ферзь · f1 белый слон · g1 белый конь · h1 белая ладья | a8 чёрная ладья · b8 чёрный конь · c8 чёрный слон · e8 чёрный король · f8 чёрный слон · g8 чёрный конь · h8 чёрная ладья · a7 чёрная пешка · b7 чёрная пешка · c7 чёрная пешка · d7 чёрная пешка · f7 чёрная пешка · g7 чёрная пешка · h7 чёрная пешка · d4 белая пешка · e4 белая пешка · f4 чёрная пешка · h4 чёрный ферзь · a2 белая пешка · b2 белая пешка · c2 белая пешка · e2 белый король · g2 белая пешка · h2 белая пешка · a1 белая ладья · b1 белый конь · c1 белый слон · d1 белый ферзь · f1 белый слон · g1 белый конь · h1 белая ладья | a8 чёрная ладья · b8 чёрный конь · c8 чёрный слон · e8 чёрный король · f8 чёрный слон · g8 чёрный конь · h8 чёрная ладья · a7 чёрная пешка · b7 чёрная пешка · c7 чёрная пешка · d7 чёрная пешка · f7 чёрная пешка · g7 чёрная пешка · h7 чёрная пешка · d4 белая пешка · e4 белая пешка · f4 чёрная пешка · h4 чёрный ферзь · a2 белая пешка · b2 белая пешка · c2 белая пешка · e2 белый король · g2 белая пешка · h2 белая пешка · a1 белая ладья · b1 белый конь · c1 белый слон · d1 белый ферзь · f1 белый слон · g1 белый конь · h1 белая ладья | 5 |
| 4 | a8 чёрная ладья · b8 чёрный конь · c8 чёрный слон · e8 чёрный король · f8 чёрный слон · g8 чёрный конь · h8 чёрная ладья · a7 чёрная пешка · b7 чёрная пешка · c7 чёрная пешка · d7 чёрная пешка · f7 чёрная пешка · g7 чёрная пешка · h7 чёрная пешка · d4 белая пешка · e4 белая пешка · f4 чёрная пешка · h4 чёрный ферзь · a2 белая пешка · b2 белая пешка · c2 белая пешка · e2 белый король · g2 белая пешка · h2 белая пешка · a1 белая ладья · b1 белый конь · c1 белый слон · d1 белый ферзь · f1 белый слон · g1 белый конь · h1 белая ладья | a8 чёрная ладья · b8 чёрный конь · c8 чёрный слон · e8 чёрный король · f8 чёрный слон · g8 чёрный конь · h8 чёрная ладья · a7 чёрная пешка · b7 чёрная пешка · c7 чёрная пешка · d7 чёрная пешка · f7 чёрная пешка · g7 чёрная пешка · h7 чёрная пешка · d4 белая пешка · e4 белая пешка · f4 чёрная пешка · h4 чёрный ферзь · a2 белая пешка · b2 белая пешка · c2 белая пешка · e2 белый король · g2 белая пешка · h2 белая пешка · a1 белая ладья · b1 белый конь · c1 белый слон · d1 белый ферзь · f1 белый слон · g1 белый конь · h1 белая ладья | a8 чёрная ладья · b8 чёрный конь · c8 чёрный слон · e8 чёрный король · f8 чёрный слон · g8 чёрный конь · h8 чёрная ладья · a7 чёрная пешка · b7 чёрная пешка · c7 чёрная пешка · d7 чёрная пешка · f7 чёрная пешка · g7 чёрная пешка · h7 чёрная пешка · d4 белая пешка · e4 белая пешка · f4 чёрная пешка · h4 чёрный ферзь · a2 белая пешка · b2 белая пешка · c2 белая пешка · e2 белый король · g2 белая пешка · h2 белая пешка · a1 белая ладья · b1 белый конь · c1 белый слон · d1 белый ферзь · f1 белый слон · g1 белый конь · h1 белая ладья | a8 чёрная ладья · b8 чёрный конь · c8 чёрный слон · e8 чёрный король · f8 чёрный слон · g8 чёрный конь · h8 чёрная ладья · a7 чёрная пешка · b7 чёрная пешка · c7 чёрная пешка · d7 чёрная пешка · f7 чёрная пешка · g7 чёрная пешка · h7 чёрная пешка · d4 белая пешка · e4 белая пешка · f4 чёрная пешка · h4 чёрный ферзь · a2 белая пешка · b2 белая пешка · c2 белая пешка · e2 белый король · g2 белая пешка · h2 белая пешка · a1 белая ладья · b1 белый конь · c1 белый слон · d1 белый ферзь · f1 белый слон · g1 белый конь · h1 белая ладья | a8 чёрная ладья · b8 чёрный конь · c8 чёрный слон · e8 чёрный король · f8 чёрный слон · g8 чёрный конь · h8 чёрная ладья · a7 чёрная пешка · b7 чёрная пешка · c7 чёрная пешка · d7 чёрная пешка · f7 чёрная пешка · g7 чёрная пешка · h7 чёрная пешка · d4 белая пешка · e4 белая пешка · f4 чёрная пешка · h4 чёрный ферзь · a2 белая пешка · b2 белая пешка · c2 белая пешка · e2 белый король · g2 белая пешка · h2 белая пешка · a1 белая ладья · b1 белый конь · c1 белый слон · d1 белый ферзь · f1 белый слон · g1 белый конь · h1 белая ладья | a8 чёрная ладья · b8 чёрный конь · c8 чёрный слон · e8 чёрный король · f8 чёрный слон · g8 чёрный конь · h8 чёрная ладья · a7 чёрная пешка · b7 чёрная пешка · c7 чёрная пешка · d7 чёрная пешка · f7 чёрная пешка · g7 чёрная пешка · h7 чёрная пешка · d4 белая пешка · e4 белая пешка · f4 чёрная пешка · h4 чёрный ферзь · a2 белая пешка · b2 белая пешка · c2 белая пешка · e2 белый король · g2 белая пешка · h2 белая пешка · a1 белая ладья · b1 белый конь · c1 белый слон · d1 белый ферзь · f1 белый слон · g1 белый конь · h1 белая ладья | a8 чёрная ладья · b8 чёрный конь · c8 чёрный слон · e8 чёрный король · f8 чёрный слон · g8 чёрный конь · h8 чёрная ладья · a7 чёрная пешка · b7 чёрная пешка · c7 чёрная пешка · d7 чёрная пешка · f7 чёрная пешка · g7 чёрная пешка · h7 чёрная пешка · d4 белая пешка · e4 белая пешка · f4 чёрная пешка · h4 чёрный ферзь · a2 белая пешка · b2 белая пешка · c2 белая пешка · e2 белый король · g2 белая пешка · h2 белая пешка · a1 белая ладья · b1 белый конь · c1 белый слон · d1 белый ферзь · f1 белый слон · g1 белый конь · h1 белая ладья | a8 чёрная ладья · b8 чёрный конь · c8 чёрный слон · e8 чёрный король · f8 чёрный слон · g8 чёрный конь · h8 чёрная ладья · a7 чёрная пешка · b7 чёрная пешка · c7 чёрная пешка · d7 чёрная пешка · f7 чёрная пешка · g7 чёрная пешка · h7 чёрная пешка · d4 белая пешка · e4 белая пешка · f4 чёрная пешка · h4 чёрный ферзь · a2 белая пешка · b2 белая пешка · c2 белая пешка · e2 белый король · g2 белая пешка · h2 белая пешка · a1 белая ладья · b1 белый конь · c1 белый слон · d1 белый ферзь · f1 белый слон · g1 белый конь · h1 белая ладья | 4 |
| 3 | a8 чёрная ладья · b8 чёрный конь · c8 чёрный слон · e8 чёрный король · f8 чёрный слон · g8 чёрный конь · h8 чёрная ладья · a7 чёрная пешка · b7 чёрная пешка · c7 чёрная пешка · d7 чёрная пешка · f7 чёрная пешка · g7 чёрная пешка · h7 чёрная пешка · d4 белая пешка · e4 белая пешка · f4 чёрная пешка · h4 чёрный ферзь · a2 белая пешка · b2 белая пешка · c2 белая пешка · e2 белый король · g2 белая пешка · h2 белая пешка · a1 белая ладья · b1 белый конь · c1 белый слон · d1 белый ферзь · f1 белый слон · g1 белый конь · h1 белая ладья | a8 чёрная ладья · b8 чёрный конь · c8 чёрный слон · e8 чёрный король · f8 чёрный слон · g8 чёрный конь · h8 чёрная ладья · a7 чёрная пешка · b7 чёрная пешка · c7 чёрная пешка · d7 чёрная пешка · f7 чёрная пешка · g7 чёрная пешка · h7 чёрная пешка · d4 белая пешка · e4 белая пешка · f4 чёрная пешка · h4 чёрный ферзь · a2 белая пешка · b2 белая пешка · c2 белая пешка · e2 белый король · g2 белая пешка · h2 белая пешка · a1 белая ладья · b1 белый конь · c1 белый слон · d1 белый ферзь · f1 белый слон · g1 белый конь · h1 белая ладья | a8 чёрная ладья · b8 чёрный конь · c8 чёрный слон · e8 чёрный король · f8 чёрный слон · g8 чёрный конь · h8 чёрная ладья · a7 чёрная пешка · b7 чёрная пешка · c7 чёрная пешка · d7 чёрная пешка · f7 чёрная пешка · g7 чёрная пешка · h7 чёрная пешка · d4 белая пешка · e4 белая пешка · f4 чёрная пешка · h4 чёрный ферзь · a2 белая пешка · b2 белая пешка · c2 белая пешка · e2 белый король · g2 белая пешка · h2 белая пешка · a1 белая ладья · b1 белый конь · c1 белый слон · d1 белый ферзь · f1 белый слон · g1 белый конь · h1 белая ладья | a8 чёрная ладья · b8 чёрный конь · c8 чёрный слон · e8 чёрный король · f8 чёрный слон · g8 чёрный конь · h8 чёрная ладья · a7 чёрная пешка · b7 чёрная пешка · c7 чёрная пешка · d7 чёрная пешка · f7 чёрная пешка · g7 чёрная пешка · h7 чёрная пешка · d4 белая пешка · e4 белая пешка · f4 чёрная пешка · h4 чёрный ферзь · a2 белая пешка · b2 белая пешка · c2 белая пешка · e2 белый король · g2 белая пешка · h2 белая пешка · a1 белая ладья · b1 белый конь · c1 белый слон · d1 белый ферзь · f1 белый слон · g1 белый конь · h1 белая ладья | a8 чёрная ладья · b8 чёрный конь · c8 чёрный слон · e8 чёрный король · f8 чёрный слон · g8 чёрный конь · h8 чёрная ладья · a7 чёрная пешка · b7 чёрная пешка · c7 чёрная пешка · d7 чёрная пешка · f7 чёрная пешка · g7 чёрная пешка · h7 чёрная пешка · d4 белая пешка · e4 белая пешка · f4 чёрная пешка · h4 чёрный ферзь · a2 белая пешка · b2 белая пешка · c2 белая пешка · e2 белый король · g2 белая пешка · h2 белая пешка · a1 белая ладья · b1 белый конь · c1 белый слон · d1 белый ферзь · f1 белый слон · g1 белый конь · h1 белая ладья | a8 чёрная ладья · b8 чёрный конь · c8 чёрный слон · e8 чёрный король · f8 чёрный слон · g8 чёрный конь · h8 чёрная ладья · a7 чёрная пешка · b7 чёрная пешка · c7 чёрная пешка · d7 чёрная пешка · f7 чёрная пешка · g7 чёрная пешка · h7 чёрная пешка · d4 белая пешка · e4 белая пешка · f4 чёрная пешка · h4 чёрный ферзь · a2 белая пешка · b2 белая пешка · c2 белая пешка · e2 белый король · g2 белая пешка · h2 белая пешка · a1 белая ладья · b1 белый конь · c1 белый слон · d1 белый ферзь · f1 белый слон · g1 белый конь · h1 белая ладья | a8 чёрная ладья · b8 чёрный конь · c8 чёрный слон · e8 чёрный король · f8 чёрный слон · g8 чёрный конь · h8 чёрная ладья · a7 чёрная пешка · b7 чёрная пешка · c7 чёрная пешка · d7 чёрная пешка · f7 чёрная пешка · g7 чёрная пешка · h7 чёрная пешка · d4 белая пешка · e4 белая пешка · f4 чёрная пешка · h4 чёрный ферзь · a2 белая пешка · b2 белая пешка · c2 белая пешка · e2 белый король · g2 белая пешка · h2 белая пешка · a1 белая ладья · b1 белый конь · c1 белый слон · d1 белый ферзь · f1 белый слон · g1 белый конь · h1 белая ладья | a8 чёрная ладья · b8 чёрный конь · c8 чёрный слон · e8 чёрный король · f8 чёрный слон · g8 чёрный конь · h8 чёрная ладья · a7 чёрная пешка · b7 чёрная пешка · c7 чёрная пешка · d7 чёрная пешка · f7 чёрная пешка · g7 чёрная пешка · h7 чёрная пешка · d4 белая пешка · e4 белая пешка · f4 чёрная пешка · h4 чёрный ферзь · a2 белая пешка · b2 белая пешка · c2 белая пешка · e2 белый король · g2 белая пешка · h2 белая пешка · a1 белая ладья · b1 белый конь · c1 белый слон · d1 белый ферзь · f1 белый слон · g1 белый конь · h1 белая ладья | 3 |
| 2 | a8 чёрная ладья · b8 чёрный конь · c8 чёрный слон · e8 чёрный король · f8 чёрный слон · g8 чёрный конь · h8 чёрная ладья · a7 чёрная пешка · b7 чёрная пешка · c7 чёрная пешка · d7 чёрная пешка · f7 чёрная пешка · g7 чёрная пешка · h7 чёрная пешка · d4 белая пешка · e4 белая пешка · f4 чёрная пешка · h4 чёрный ферзь · a2 белая пешка · b2 белая пешка · c2 белая пешка · e2 белый король · g2 белая пешка · h2 белая пешка · a1 белая ладья · b1 белый конь · c1 белый слон · d1 белый ферзь · f1 белый слон · g1 белый конь · h1 белая ладья | a8 чёрная ладья · b8 чёрный конь · c8 чёрный слон · e8 чёрный король · f8 чёрный слон · g8 чёрный конь · h8 чёрная ладья · a7 чёрная пешка · b7 чёрная пешка · c7 чёрная пешка · d7 чёрная пешка · f7 чёрная пешка · g7 чёрная пешка · h7 чёрная пешка · d4 белая пешка · e4 белая пешка · f4 чёрная пешка · h4 чёрный ферзь · a2 белая пешка · b2 белая пешка · c2 белая пешка · e2 белый король · g2 белая пешка · h2 белая пешка · a1 белая ладья · b1 белый конь · c1 белый слон · d1 белый ферзь · f1 белый слон · g1 белый конь · h1 белая ладья | a8 чёрная ладья · b8 чёрный конь · c8 чёрный слон · e8 чёрный король · f8 чёрный слон · g8 чёрный конь · h8 чёрная ладья · a7 чёрная пешка · b7 чёрная пешка · c7 чёрная пешка · d7 чёрная пешка · f7 чёрная пешка · g7 чёрная пешка · h7 чёрная пешка · d4 белая пешка · e4 белая пешка · f4 чёрная пешка · h4 чёрный ферзь · a2 белая пешка · b2 белая пешка · c2 белая пешка · e2 белый король · g2 белая пешка · h2 белая пешка · a1 белая ладья · b1 белый конь · c1 белый слон · d1 белый ферзь · f1 белый слон · g1 белый конь · h1 белая ладья | a8 чёрная ладья · b8 чёрный конь · c8 чёрный слон · e8 чёрный король · f8 чёрный слон · g8 чёрный конь · h8 чёрная ладья · a7 чёрная пешка · b7 чёрная пешка · c7 чёрная пешка · d7 чёрная пешка · f7 чёрная пешка · g7 чёрная пешка · h7 чёрная пешка · d4 белая пешка · e4 белая пешка · f4 чёрная пешка · h4 чёрный ферзь · a2 белая пешка · b2 белая пешка · c2 белая пешка · e2 белый король · g2 белая пешка · h2 белая пешка · a1 белая ладья · b1 белый конь · c1 белый слон · d1 белый ферзь · f1 белый слон · g1 белый конь · h1 белая ладья | a8 чёрная ладья · b8 чёрный конь · c8 чёрный слон · e8 чёрный король · f8 чёрный слон · g8 чёрный конь · h8 чёрная ладья · a7 чёрная пешка · b7 чёрная пешка · c7 чёрная пешка · d7 чёрная пешка · f7 чёрная пешка · g7 чёрная пешка · h7 чёрная пешка · d4 белая пешка · e4 белая пешка · f4 чёрная пешка · h4 чёрный ферзь · a2 белая пешка · b2 белая пешка · c2 белая пешка · e2 белый король · g2 белая пешка · h2 белая пешка · a1 белая ладья · b1 белый конь · c1 белый слон · d1 белый ферзь · f1 белый слон · g1 белый конь · h1 белая ладья | a8 чёрная ладья · b8 чёрный конь · c8 чёрный слон · e8 чёрный король · f8 чёрный слон · g8 чёрный конь · h8 чёрная ладья · a7 чёрная пешка · b7 чёрная пешка · c7 чёрная пешка · d7 чёрная пешка · f7 чёрная пешка · g7 чёрная пешка · h7 чёрная пешка · d4 белая пешка · e4 белая пешка · f4 чёрная пешка · h4 чёрный ферзь · a2 белая пешка · b2 белая пешка · c2 белая пешка · e2 белый король · g2 белая пешка · h2 белая пешка · a1 белая ладья · b1 белый конь · c1 белый слон · d1 белый ферзь · f1 белый слон · g1 белый конь · h1 белая ладья | a8 чёрная ладья · b8 чёрный конь · c8 чёрный слон · e8 чёрный король · f8 чёрный слон · g8 чёрный конь · h8 чёрная ладья · a7 чёрная пешка · b7 чёрная пешка · c7 чёрная пешка · d7 чёрная пешка · f7 чёрная пешка · g7 чёрная пешка · h7 чёрная пешка · d4 белая пешка · e4 белая пешка · f4 чёрная пешка · h4 чёрный ферзь · a2 белая пешка · b2 белая пешка · c2 белая пешка · e2 белый король · g2 белая пешка · h2 белая пешка · a1 белая ладья · b1 белый конь · c1 белый слон · d1 белый ферзь · f1 белый слон · g1 белый конь · h1 белая ладья | a8 чёрная ладья · b8 чёрный конь · c8 чёрный слон · e8 чёрный король · f8 чёрный слон · g8 чёрный конь · h8 чёрная ладья · a7 чёрная пешка · b7 чёрная пешка · c7 чёрная пешка · d7 чёрная пешка · f7 чёрная пешка · g7 чёрная пешка · h7 чёрная пешка · d4 белая пешка · e4 белая пешка · f4 чёрная пешка · h4 чёрный ферзь · a2 белая пешка · b2 белая пешка · c2 белая пешка · e2 белый король · g2 белая пешка · h2 белая пешка · a1 белая ладья · b1 белый конь · c1 белый слон · d1 белый ферзь · f1 белый слон · g1 белый конь · h1 белая ладья | 2 |
| 1 | a8 чёрная ладья · b8 чёрный конь · c8 чёрный слон · e8 чёрный король · f8 чёрный слон · g8 чёрный конь · h8 чёрная ладья · a7 чёрная пешка · b7 чёрная пешка · c7 чёрная пешка · d7 чёрная пешка · f7 чёрная пешка · g7 чёрная пешка · h7 чёрная пешка · d4 белая пешка · e4 белая пешка · f4 чёрная пешка · h4 чёрный ферзь · a2 белая пешка · b2 белая пешка · c2 белая пешка · e2 белый король · g2 белая пешка · h2 белая пешка · a1 белая ладья · b1 белый конь · c1 белый слон · d1 белый ферзь · f1 белый слон · g1 белый конь · h1 белая ладья | a8 чёрная ладья · b8 чёрный конь · c8 чёрный слон · e8 чёрный король · f8 чёрный слон · g8 чёрный конь · h8 чёрная ладья · a7 чёрная пешка · b7 чёрная пешка · c7 чёрная пешка · d7 чёрная пешка · f7 чёрная пешка · g7 чёрная пешка · h7 чёрная пешка · d4 белая пешка · e4 белая пешка · f4 чёрная пешка · h4 чёрный ферзь · a2 белая пешка · b2 белая пешка · c2 белая пешка · e2 белый король · g2 белая пешка · h2 белая пешка · a1 белая ладья · b1 белый конь · c1 белый слон · d1 белый ферзь · f1 белый слон · g1 белый конь · h1 белая ладья | a8 чёрная ладья · b8 чёрный конь · c8 чёрный слон · e8 чёрный король · f8 чёрный слон · g8 чёрный конь · h8 чёрная ладья · a7 чёрная пешка · b7 чёрная пешка · c7 чёрная пешка · d7 чёрная пешка · f7 чёрная пешка · g7 чёрная пешка · h7 чёрная пешка · d4 белая пешка · e4 белая пешка · f4 чёрная пешка · h4 чёрный ферзь · a2 белая пешка · b2 белая пешка · c2 белая пешка · e2 белый король · g2 белая пешка · h2 белая пешка · a1 белая ладья · b1 белый конь · c1 белый слон · d1 белый ферзь · f1 белый слон · g1 белый конь · h1 белая ладья | a8 чёрная ладья · b8 чёрный конь · c8 чёрный слон · e8 чёрный король · f8 чёрный слон · g8 чёрный конь · h8 чёрная ладья · a7 чёрная пешка · b7 чёрная пешка · c7 чёрная пешка · d7 чёрная пешка · f7 чёрная пешка · g7 чёрная пешка · h7 чёрная пешка · d4 белая пешка · e4 белая пешка · f4 чёрная пешка · h4 чёрный ферзь · a2 белая пешка · b2 белая пешка · c2 белая пешка · e2 белый король · g2 белая пешка · h2 белая пешка · a1 белая ладья · b1 белый конь · c1 белый слон · d1 белый ферзь · f1 белый слон · g1 белый конь · h1 белая ладья | a8 чёрная ладья · b8 чёрный конь · c8 чёрный слон · e8 чёрный король · f8 чёрный слон · g8 чёрный конь · h8 чёрная ладья · a7 чёрная пешка · b7 чёрная пешка · c7 чёрная пешка · d7 чёрная пешка · f7 чёрная пешка · g7 чёрная пешка · h7 чёрная пешка · d4 белая пешка · e4 белая пешка · f4 чёрная пешка · h4 чёрный ферзь · a2 белая пешка · b2 белая пешка · c2 белая пешка · e2 белый король · g2 белая пешка · h2 белая пешка · a1 белая ладья · b1 белый конь · c1 белый слон · d1 белый ферзь · f1 белый слон · g1 белый конь · h1 белая ладья | a8 чёрная ладья · b8 чёрный конь · c8 чёрный слон · e8 чёрный король · f8 чёрный слон · g8 чёрный конь · h8 чёрная ладья · a7 чёрная пешка · b7 чёрная пешка · c7 чёрная пешка · d7 чёрная пешка · f7 чёрная пешка · g7 чёрная пешка · h7 чёрная пешка · d4 белая пешка · e4 белая пешка · f4 чёрная пешка · h4 чёрный ферзь · a2 белая пешка · b2 белая пешка · c2 белая пешка · e2 белый король · g2 белая пешка · h2 белая пешка · a1 белая ладья · b1 белый конь · c1 белый слон · d1 белый ферзь · f1 белый слон · g1 белый конь · h1 белая ладья | a8 чёрная ладья · b8 чёрный конь · c8 чёрный слон · e8 чёрный король · f8 чёрный слон · g8 чёрный конь · h8 чёрная ладья · a7 чёрная пешка · b7 чёрная пешка · c7 чёрная пешка · d7 чёрная пешка · f7 чёрная пешка · g7 чёрная пешка · h7 чёрная пешка · d4 белая пешка · e4 белая пешка · f4 чёрная пешка · h4 чёрный ферзь · a2 белая пешка · b2 белая пешка · c2 белая пешка · e2 белый король · g2 белая пешка · h2 белая пешка · a1 белая ладья · b1 белый конь · c1 белый слон · d1 белый ферзь · f1 белый слон · g1 белый конь · h1 белая ладья | a8 чёрная ладья · b8 чёрный конь · c8 чёрный слон · e8 чёрный король · f8 чёрный слон · g8 чёрный конь · h8 чёрная ладья · a7 чёрная пешка · b7 чёрная пешка · c7 чёрная пешка · d7 чёрная пешка · f7 чёрная пешка · g7 чёрная пешка · h7 чёрная пешка · d4 белая пешка · e4 белая пешка · f4 чёрная пешка · h4 чёрный ферзь · a2 белая пешка · b2 белая пешка · c2 белая пешка · e2 белый король · g2 белая пешка · h2 белая пешка · a1 белая ладья · b1 белый конь · c1 белый слон · d1 белый ферзь · f1 белый слон · g1 белый конь · h1 белая ладья | 1 |
|   | a | b | c | d | e | f | g | h |   |

### Продолжение 3. …Фd8-h4+ 4. Крe1-e2
Наиболее популярное продолжение (см. диаграмму № 2). Далее возможно:
- 4. …f7-f5 5. Кg1-f3 Фh4-h5
  - 6. e4-e5 g7-g5 7. h2-h4 Кb8-c6! — с лучшими шансами у чёрных.
  - 6. e4:f5! Фh5:f5 7. Фd1-d3 — с примерно равной игрой.
- 4. …d7-d5 5. Кg1-f3 Сc8-g4 6. e4:d5
- 1)  6. ...С:f3+ 7. gf Кd7! 8. Фe1 Фf6 9. Крd1+ Кe7! 10. Фe4 g5 11. h4 h6 с перевесом у черных.

- 2) 6. ...Кg8-f6 7. Фd1-e1!
  - 7. …Сg4:f3+ 8. Крe2:f3+ Фh4:e1 9. Сf1-b5+! с перевесом у белых.
  - 7. …Фh4:e1+ 8. Крe2:e1 Сg4:f3 9. g2:f3 Кf6:d5 10. c2-c4 Кd5-b4 11. Крe1-d1 — за пожертвованную пешку у белых достаточная компенсация.
  - 7. ...Фh5! 8. c4 Крd8 9. С:f4 Кbd7 или 9. Крf2 Сd6 или 9. Кc3 Сb4 с предпочтительной позицией у черных.

### Другие варианты
Данные продолжения встречаются реже и, согласно теории, не доставляют белым особых затруднений.
- 3. …Кg8-f6 4. Сf1-d3 d7-d5 5. e4-e5 Кf6-e4 6. Сc1:f4
- 3. …d7-d5 4. e4:d5
  - 4. …Фd8-h4+ — с перестановкой ходов ведёт к классическому варианту (см. предыдущий подраздел).
  - 4. …Кg8-f6
    - 5. Кb1-c3 Сf8-b4 6. Фd1-e2+ — с хорошей игрой у белых.
    - 5. c2-c4 c7-c6 6. Фd1-b3 c6:d5 7. Кb1-c3 — у белых полноправная игра.

## Примерная партия
- Камран Ширази — Патрик ван Холандт, Ницца, 2001[6]

1. e2-e4 e7-e5 2. f2-f4 e5:f4 3. d2-d4 Фd8-h4+ 4. Крe1-e2 d7-d6 5. Кg1-f3 Фh4-e7 6. Кb1-c3 Кg8-f6 7. Крe2-f2 c7-c6?! 8. Сc1:f4 Кf6:e4+ 9. Кc3:e4 Фe7:e4 10. Фd1-d2 Фe4-e7 11. Лa1-e1 Сc8-e6 12. d4-d5!? c6:d5 13. Сf1-b5+ Кb8-c6 14. Кf3-d4 Крe8-d7 15. c2-c4 Фe7-f6 16. Лh1-f1 g7-g5 17. Крf2-g1 g5:f4 18. Кd4:c6 b7:c6 19. Сb5:c6+ Крd7:c6 20. c4:d5+ Kрc6-d7 21. d5:e6+ f7:e6 22. Фd2-b4 Лa8-c8 23. Лf1:f4 Фf6-d8 24. Лf4-f7+ Сf8-e7 25. Фb4-b5+ Лc8-c6 26. Лe1:e6! Лh8-e8 27. Фb5-f5 Крd7-c7 28. Фf5-f6 Крc7-d7 29. Лe6-e1 d6-d5?! 30. Фf6-f5+ Крd7-c7 31. Фf5:h7 Крc7-d7 32. Фh7-f5+ Крd7-c7 33. Фf5-e5+ Лc6-d6 34. Лf7:e7+ 1-0